# بوته سوزان (مجموعه تلویزیونی)
بوتهٔ سوزان (چکی: Hořící keř؛ ‏انگلیسی: Burning Bush) یک مینی‌سریال درام به کارگردانی آگنیشکا هولاند است که در سال ۲۰۱۳ منتشر شد.
این سریالِ گیرا و فراموش‌نشدنی بر اساسِ شخصیت‌ها و رویدادهای واقعی ساخته شده و بر فداکاری شخصی یک دانشجوی رشتهٔ تاریخ به نام یان پالاخ در پراگ تمرکز دارد که در سال ۱۹۶۹ در اعتراض به اشغال نظامی چکسلواکی توسط اتحاد جماهیر شوروی سوسیالیستی خود را به آتش کشید و در انظار عمومی خودکشی کرد. پس از این واقعه، یک وکیل زن جوان به نام داگمار بورشووا، از خانواده پالاخ در محاکمه‌ای علیه دولت کمونیستی (که سعی در بی‌ارزش کردنِ ازخودگذشتگی‌های پالاخ برای آزادی چکسلواکی داشت)، دفاع کرد و نامش در تاریخ این کشور ماندگار شد.
مبارزه برای آزادی، اصول اخلاقی، ازخودگذشتگی و اعتراض در آن دوران یأس‌آور منجر به اتحاد یک ملتِ تحتِ ستم شد که بیست سال بعد حکومت تمامیت‌خواه را شکست دادند. سالگرد مرگ یان پالاخ، الهام‌بخش نسل جدیدی از دانشجویان برای شروع اعتراضاتی شد که منجر به سقوط نهایی کمونیسم در چکسلواکی گشت و بخشی از فروپاشی نهایی پرده آهنین بود.
وکیل داگمار بورشووا که زندگی خود را به وقف وکالت و دفاع از رهبران مخالف رژیم نمود، بعدها نخستین وزیر دادگستری در چکسلواکیِ آزاد شد.
این مینی‌سریال به یان پالاخ، یان زائیتس، اوژن پلوتسک، ریشارد شیویتس و تمام آنانی که جانشان را در نبرد برای آزادی فدا کردند، تقدیم شده است.
ایوان ترویان در جشنواره تلویزیونی مونت-کارلو جایزهٔ «حوری زرین» بهترین بازیگر مرد در مینی‌سریال را دریافت کرد. این فیلم برای نمایش در بخش ویژهٔ سی و هشتمین دورهٔ جشنواره بین‌المللی فیلم تورنتو انتخاب شد.
بعدها یک نسخهٔ سینمایی از این مجموعه تلویزیونی تدوین و آماده شد که در ۱۲ سپتامبر ۲۰۱۳ منتشر شد. این فیلم به عنوان نماینده جمهوری چک جهت رقابت برای جایزه اسکار بهترین فیلم بین‌المللی در هشتاد و ششمین دوره جوایز اسکار انتخاب شد؛ اما آکادمی علوم و هنرهای سینما به این دلیل که این فیلم قبلاً یک سریال بوده و در تلویزیون پخش شده، آنرا نپذیرفت. نسخهٔ تلویزیونی در جمهوری چک ۸ ماه پیش از اکران نسخهٔ سینمایی آن، پخش شده بود.

## بازیگران
- تاتیانا پاهوفووا در نقش داگمار بورشووا وکیل مدافعِ خانوادهٔ پالاخ
- یاروسلاوا پوکورنا در نقش «لیبوشه پالاخووا» مادرِ یان پالاخ
- پتر استاخ در نقش «یرژی پالاخ» برادرِ یان پالاخ
- ایوان ترویان در نقش «سرگرد ییرش» افسر پلیسی که دربارهٔ مرگ پالاخ تحقیق می‌کند (شخصیت خیالی)
- ایگور بارِش در نقش «سرگرد دوچه‌کال» مأمور امنیتی پلیس مخفی (شخصیت خیالی)
- ویتیخ کوتک در نقش «اوندژِی تراونیچک» یک دانشجو
- یان بوداژ در نقش همسرِ داگمار بورشووا
- ینووفا بوکووا در نقش «ولاچکا خاروزووا»
- ایوانا اولیژووا در نقش «قاضی اورلووا»
- مارتین هوبا در نقش «ویلم نووی» یک مقام دولت کمونیست که سعی در بی‌اعتبار کردن پالاخ دارد
- آلوئیس شوِهلیک در نقش «سرهنگ هورینا» یک مقام عالی رتبهٔ امنیتی
- میروسلاو کروبوت در نقش کنترلچی راه‌آهن
- تاتیانا مدوتسکا در نقش دکتر «یانا زیکووا»، پزشکی که سعی در درمانِ پالاخ در بیمارستان داشت
- اِما سمتانا در نقش «هانا چیشکووا»